# Майкл Коултер
Майкл Коултер (англ. Michael Coulter; нар.1952) — шотландський кінематографіст, кінооператор та оператор-постановник, член Британського товариства кінематографістів (BSC). Відомий своїми режисерсько-операторськими роботами в стрічках «Чотири весілля та один похорон», «Ноттінг Гілл», Розум і почуття та багатьма іншими комедіями й драмами кінця XX — початку XXI століття.

## Біографія
Майкл Коултер народився 29 серпня 1952 року в місті Глазго в родині Томаса та Елізабет Коултер. Навчався в Holy Cross High School у Гамільтоні і ще підлітком почав працювати в невеликій документальній студії, де набував навичок монтажу та роботи з камерою. Він потрапив у кінематографічний бізнес завдяки рідному братові його дружини, режисерові Чарльзу Гормлі, який запросив молодого Коултера працювати на локальних документальних проєктах. Починав кар'єру як гофер (помічник на знімальному майданчику), завантажуючи плівку в камери і допомагаючи з монтажем та синхронізацією матеріалів.
У 1969 році отримав першу оплачувану роботу монтажера реклами «Learning Space»; наступного року став асистентом оператора у кількох короткометражних документальних фільмах. У 1975 році Майкл пішов у фріланс і працював помічником оператора на різноманітних документальних і рекламних стрічках.
Першим помітним проєктом для Коултера стала співпраця з Білом Форсайтом: Майкл зняв короткометражний документальний фільм «Islands of the West» (1972), а через кілька років дебютував як оператор повнометражного кіно в картинах «That Sinking Feeling» (1979) та «Gregory's Girl» (1980) цього режисера.
У 1982—1984 роках він працював оператором-постановником над низкою документальних та ігрових фільмів, а також асистував Крісу Менгесу під час зйомок стрічки «Місцевий герой» (1983) і «Комфорт і радість» (1984).
У 1985 році Майкл уперше очолив операторський склад у повнометражному проєкті «Не здається» після того, як головний оператор захворів за тиждень до початку зйомок.
З 1993 року Коултер став одним із провідних операторів Великої Британії, зокрема завдяки роботам над романтичними комедіями «Чотири весілля та один похорон» (1994), «Ноттінг Гілл» (1999), «Реальна любов» (2003) та «Пограбування на Бейкер-стріт» (The Bank Job, 2008). З 2010-х активно знімає комедійні та драматичні проєкти на кшталт телесеріалу Шетланд (2018) та комедії «Шахрайки» (2019).

## Вибрана фільмографія
- Відчайдушні шахрайки (2019)
- Чаклунка (2014)
- Коханці (2013)
- Гонка (2013)
- Пограбування на Бейкер-стріт (2008)
- Реальна любов (2003)
- Убий мене ніжно (2002)
- Менсфілд-парк (1999)
- Ноттінг Гілл (1999)
- Мій гігант (1998)
- Казка: Справжня історія (1997)
- Інфільтратор (1995)
- Розум і почуття (1995)
- Бути людиною (1994)
- Чотири весілля і похорон (1994)
- Монстр в коробці (1992)
- Там, де навіть ангели бояться з'явитися (1991)
- Вдовиця (1990)
- Похмура одержимість (1989)
- Ведмежатники (1989)
- Кравчині (1988)
- Мертві (1987)
- Прибирання (1987)
- Євангеліє за Віком (1986)
- Хороший батько (1985)
- Не здається (1985)
- Неспокійні тубільці (1985) (оператор)
- Комфорт і радість (1984) (оператор)
- Місцевий герой (1983) (оператор камери)
- Дівчина Грегорі (1981)

## Нагороди та номінації
- Номінація на премію Британської кіноакадемії (BAFTA) за найкращу операторську роботу («Чотири весілля та один похорон», 1994)
- Номінація на премію BAFTA та «Оскар» за найкращу операторську роботу («Розум і почуття», 1996)[6]
- Премія BAFTA Scotland за видатний внесок у кіно й телебачення (1997)